# Albert Pollard

Albert Pollard

Albert Frederick Pollard (* 16. Dezember 1869 in Ryde; † 3. August 1948) war ein britischer Historiker, der sich auf die Tudorepoche spezialisiert hatte.

## Leben und Karriere
Pollard wurde in Ryde auf der Isle of Wight geboren und studierte an der Felsted School und am Jesus College in Oxford, wo er 1891 eine erstklassige Auszeichnung in moderner Geschichte erhielt. Er wurde 1893 Assistenzredakteur und Mitarbeiter des Dictionary of National Biography. Seine wichtigste akademische Position war die eines Professors für Verfassungsgeschichte am University College London, die er von 1903 bis 1931 innehatte. Er war Mitglied der Royal Commission on Historical Manuscripts und Gründer der Historical Association 1906. Er war von 1916 bis 1922 Herausgeber der Zeitschrift History und von 1923 bis 1939 des Bulletin of the Institute of Historical Research. Er veröffentlichte 500 Artikel im Dictionary of National Biography, lieferte Beiträge zur Cambridge Modern History und viele andere Bücher und Aufsätze zur Geschichte. In der Spätphase seiner Karriere war er eine wichtige Kraft bei der Etablierung der Geschichte als akademischem Fach in Großbritannien. Sein Hauptwerk, The Evolution of Parliament, wurde 1920 veröffentlicht. Im gleichen Jahr wurde er zum Mitglied der British Academy gewählt.
Im Ruhestand lebte Pollard in Milford on Sea. Er war der Vater des Bibliographen und Buchhändlers Graham Pollard und der Schwiegervater der Kommunistin und Frauenrechtskämpferin Kay Beauchamp (1899–1992).

### Kontroverse
Albert Pollard studierte und schrieb über die Geschichte der Tudors aus politischer Sicht. Zu den wichtigsten Büchern gehören Henry VIII (1905) und The History of England from the Accession of Edward VI to the Death of Elizabeth, 1547–1603 (1910). In letzterem kam er zu dem berühmten Schluss, dass "Sterilität die schlüssige Note der Herrschaft Marias war"; diese Aussage wurde in den letzten Jahren von revisionistischen Historikern in Frage gestellt, die Maria in einer viel günstigeren Weise dargestellt haben. Einige von Pollards Spekulationen werden heute von der revisionistischen Geschichtsschule, die von Akademikern wie Christopher Haigh geleitet wird, allgemein diskreditiert. So stellte er beispielsweise die These auf, dass die englische Außenpolitik von 1514 bis 1529 durch Thomas Wolseys Wunsch, Papst zu werden, motiviert war. Pollard wird zusammen mit seinem Schüler J. E. Neale mit der Whiggish School of History identifiziert. Sie sahen in Heinrich VIII. einen energischen Reformer, der England aus den undurchsichtigen mittelalterlichen Wegen in die moderne Welt führte.

### Politisches Wirken
Pollard war politisch aktiv für die Liberale Partei und kandidierte bei den Parlamentswahlen 1922, 1923 und 1924 als liberaler Kandidat für den Wahlkreis London University. Bei den beiden ersten Wahlen war sein Mitbewerber für die Labour Party der Schriftsteller H. G. Wells, den er zwar jeweils besiegen konnte, doch Gewinner der Wahl war jeweils der Unionist Sydney Russell-Wells. Bei der Wahl von 1924 belegte Pollard im Wahlkreis den dritten Platz, während der Sitz an den unabhängigen Kandidaten Ernest Graham-Little fiel.